# O3D
O3D es una API de JavaScript de código abierto (Licencia BSD) creada por Google para la creación de aplicaciones con gráficos en 3D y que puede ser ejecutada en un navegador, esto da lugar a la ejecución de juegos, anuncios, visualizadores de modelos en 3D, pruebas de productos y mundos virtuales.
Actualmente O3D está siendo desarrollada como un plugin web experimental para Internet Explorer, Firefox y Google Chrome.